# Eudendrium gracile
Eudendrium gracile är en nässeldjursart som beskrevs av George James Allman 1877. Eudendrium gracile ingår i släktet Eudendrium och familjen Eudendriidae. Inga underarter finns listade i Catalogue of Life.